# NGC 2866
NGC 2866 est un jeune amas ouvert,, situé dans la constellation des Voiles. Il a été découvert par l'astronome britannique John Herschel en 1835.

NGC 2866 est à environ 1 901 pc (∼6 200 al) du système solaire et les dernières estimations donnent un âge de 45 millions d'années. La taille apparente de l'amas est de 3,0 minutes d'arc, ce qui, compte tenu de la distance et grâce à un calcul simple, équivaut à une taille réelle d'environ 5,5 années-lumière. 
Selon la classification des amas ouverts de Robert Trumpler, cet amas renferme moins de 100 étoiles (lettre p) dont la concentration est moyenne (II) et dont les magnitudes se répartissent sur un intervalle moyen (le chiffre 2).